# Iwan Stankow
Iwan Kostadinow Stankow, bułg. Иван Костадинов Станков (ur. 27 września 1948 w Rużicy) – bułgarski polityk, zootechnik i nauczyciel akademicki, rektor Uniwersytetu Trackiego w Starej Zagorze, w 2013 minister rolnictwa.

## Życiorys
Z wykształcenia zootechnik, absolwent Bułgarskiej Akademii Nauk Rolniczych. Początkowo pracował w wyuczonym zawodzie w rodzinnym regionie, pod koniec lat 80. zajął się działalnością naukową i dydaktyczną na Uniwersytecie Trackim. Był dziekanem wydziału rolnictwa, a w latach 2008–2015 rektorem tej uczelni. W pracy naukowej specjalizował się w zakresie hodowli bydła mlecznego.
Działał w Bułgarskiej Partii Socjalistycznej, zasiadał w radzie miejskiej Starej Zagory. W marca 2013 objął urząd ministra rolnictwa w przejściowym gabinecie Marina Rajkowa, który sprawował do maja tegoż roku. Dołączył później do Alternatywy na rzecz Bułgarskiego Odrodzenia, z jej ramienia w wyborach w 2014 uzyskał mandat posła do Zgromadzenia Narodowego 43. kadencji.